# العلاقات الأوغندية التوفالية
العلاقات الأوغندية التوفالية هي العلاقات الثنائية التي تجمع بين أوغندا وتوفالو.

## مقارنة بين البلدين
هذه مقارنة عامة ومرجعية للدولتين:
| وجه المقارنة                                              | أوغندا                        | توفالو                         |
| --------------------------------------------------------- | ----------------------------- | ------------------------------ |
| المساحة (كم2)                                             | 241.04 ألف                    | 26                             |
| عدد السكان (نسمة)                                         | 42.86 مليون                   | 11.19 ألف                      |
| الكثافة السكانية (ن./كم²)                                 | 177.81                        | 43.04 ألف                      |
| العاصمة                                                   | كامبالا                       | فونافوتي                       |
| اللغة الرسمية                                             | لغة إنجليزية، اللغة السواحلية | اللغة التوفالوية، لغة إنجليزية |
| العملة                                                    | شيلينغ أوغندي                 | دولار توفالو                   |
| الناتج المحلي الإجمالي (بليون دولار)                      | 25.89 مليار                   | 39.73 مليون                    |
| الناتج المحلي الإجمالي (تعادل القوة الشرائية) بليون دولار | 72.25 مليار                   | 38.93 مليون                    |
| الناتج المحلي الإجمالي الاسمي للفرد دولار أمريكي          | 705                           | 3.29 ألف                       |
| الناتج المحلي الإجمالي للفرد دولار أمريكي                 | 1.77 ألف                      | 3.77 ألف                       |
| مؤشر التنمية البشرية                                      | 0.483                         |                                |
| رمز المكالمات الدولي                                      | +256                          | +688                           |
| رمز الإنترنت                                              | .ug                           | .tv                            |
| المنطقة الزمنية                                           | ت ع م+03:00                   | ت ع م+12:00                    |

## منظمات دولية مشتركة
يشترك البلدان في عضوية مجموعة من المنظمات الدولية، منها:
| علم المنظمة | اسم المنظمة                                 | تاريخ انضمام أوغندا | تاريخ انضمام توفالو |
| ----------- | ------------------------------------------- | ------------------- | ------------------- |
|             | مؤسسة التنمية الدولية                       | 27 سبتمبر 1963      | 24 يونيو 2010       |
|             | يونسكو                                      | 9 نوفمبر 1962       | 21 أكتوبر 1991      |
|             | الأمم المتحدة                               | 25 أكتوبر 1962      | 5 سبتمبر 2000       |
|             | مجموعة دول أفريقيا والكاريبي والمحيط الهادئ | ?                   | ?                   |
|             | دول الكومنولث                               | ?                   | ?                   |
|             | الاتحاد البريدي العالمي                     | ?                   | ?                   |
|             | البنك الدولي للإنشاء والتعمير               | 27 سبتمبر 1963      | 24 يونيو 2010       |
|             | الاتحاد الدولي للاتصالات                    | 8 مارس 1963         | 15 أغسطس 1996       |
|             | منظمة حظر الأسلحة الكيميائية                | ?                   | ?                   |

## وصلات خارجية
- موقع وزارة الخارجية الأوغندية